# Gare d'Audnedal
La gare d'Audnedal se situe dans la localité de Konsmo, commune de Audnedal. La gare est à 410,34 km d'Oslo. La gare fut ouverte en 1943 lorsque la Sørlandsbanen fut mise en service jusqu'à Moi. Le bâtiment de la gare fut totalement rénové en 2009 : il y a désormais une salle d'attente ouverte toute la journée.
Tous les trains s'arrêtent à Audnedal. Encore faut-il qu'il y ait des passagers sur le quai lorsque le train arrive car si le conducteur ne voit aucun passager sur le quai et qu'aucun passager à bord n'a indiqué qu'il descendait à Audnedal, le train continue sa route sans s'arrêter.
Entre Audnedal et Snartemo, il y a un tunnel de 8.5 km de long, Hægebostadtunnelen, qui est le cinquième plus long tunnel de Norvège.
| Origine | Arrêt précédent | Train | Train         | Train | Arrêt suivant | Destination |
| ------- | --------------- | ----- | ------------- | ----- | ------------- | ----------- |
| Oslo    | Marnardal       |       | [Non indiqué] |       | Snartemo      | Stavanger   |